# Hermie and Friends

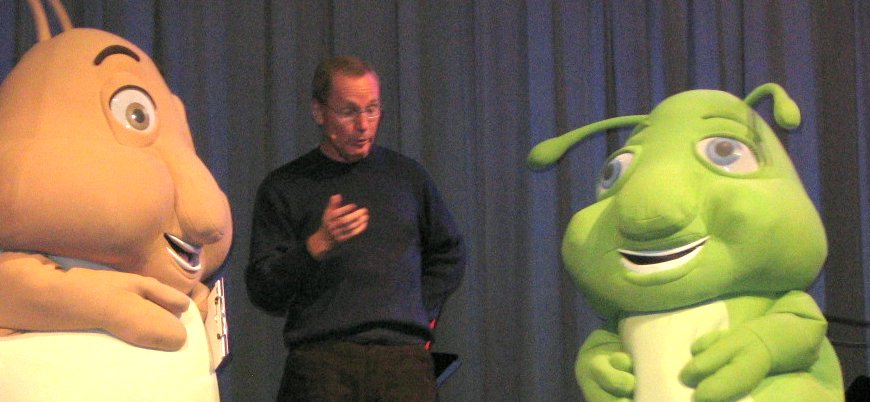
O Autor Max Lucado ao lado dos personagens Hermie and Wormie

Hermie e Amigos é uma série de filmes cristãos infanto-juvenil. A animação foi criada a partir de animação 3D, as estrelas são duas lagartas Hermie e Hormie.
Tudo começou com um vídeo especial chamado 'Hermie, Uma Lagarta Comum', baseado em um livro do escritor Max Lucado, com o mesmo nome. A animação foi transformada em uma coletânea de vídeos, de histórias antes de Hermie se tornar uma borboleta.

## Elenco
- Tim Conway como Hermie (Verde)
- Don Knotts e John Causby como Wormie (Bege)
- Wayne Powers como Schneider (Azul)
- Vicki Lawrence como Flô (Rosa)
- Melissa Disney como Lucy, Hailey, e Bailey (Vermelho e Preto)
- Sam Mercurio como Deus, Buzby (Amarelo e Preto) e Antônio (Marrom)
- Frank Peretti como Puffy (Laranja)
- Tahj Monry como Webster (Azul e Púrpura com Amarelo)
- Rob Pottorf como Freddie (Marrom) e Skeeter (Azul-celeste)
- Third Day como Os Waterbeetles (Azul-celeste)
- Rick e Bubba como Iggy e Ziggy (Marrom)
- Judge Reinhold como Stanley (Bege, Azul, e Verde)
- Richard King como Milo (Verde)

## Episódios
1. Hermie & Amigos: Hermie ,Uma Lagarta Comum (2003)
2. Hermie & Amigos: Flô,A Mosquinha Mentirosa (2004)
3. Hermie & Amigos: Webster,A Aranha Medrosa (2004)
4. Hermie & Amigos: Buzby,O Zangão Desobediente (2005)
5. Hermie & Amigos: A Torta de Natal (2005)
6. Hermie & Amigos: Stanley,O Percevejo (2006)
7. hermie & Amigos: Dividir ou Não Dividir (2006)
8. Hermie & Amigos: Milo,O Louva-a-Deus Que Não Sabe Orar (2007)
9. Hermie & Amigos: Buzby, e as Abelhas Resmungonas (2007)
10. Hermie & Amigos: Hailey e Bailey,Brigar para Que? (2008)
11. Hermie & Amigos: Hermie em Alto-Mar (2008)
12. Hermie & Amigos: Skeeter e o Mistério do Tesouro Perdido! (2009)
13. Hermie & Amigos: O  Show da Flô Cria um Zumbido (2009)
14. Hermie & Amigos: Antonio a formiga Corajosa (2010)
15. Hermie & Amigos: Quem está no Comando? (2010)

## Distribuição
Graça Filmes